# Jund al-Aqsa
Jund al-Aqsa (em árabe: جند الأقصى, "Soldados de al-Aqsa") é um grupo rebelde islamita que tem sido ativo durante a guerra civil síria.  Anteriormente conhecido como Sarayat Al-Quds, o grupo foi fundado por Abu Abdul 'Aziz al-Qatari como uma subunidade dentro da Frente al-Nusra. O grupo mais tarde se tornou independente depois de discordar com campanha de recrutamento rápido de Nusra e sua rivalidade com o EIIL. No início de 2014, o grupo teria sido composto por sua maioria por lutadores não árabes.  No final de 2014, ele tinha alegadamente se tornar um grupo sírio por maioria, em parte por causa de deserções de outros grupos rebeldes sírios.